# Ajan-majai járás
A Ajan-majai járás (oroszul Аяно-Майский район) Oroszország egyik járása a Habarovszki határterületen. Székhelye Ajan.

## Népesség
- 1989-ben 4 802 lakosa volt.
- 2002-ben 3 271 lakosa volt, akiknek közel a fele a távol-keleti népek közül való.
- 2010-ben 2 291 lakosa volt.